# Taghazout
Taghazout (en amazighe : ⵜⴰⵖⴰⵣⵓⵜ, Taɣazut ; en arabe : تغازوت) est une commune rurale de la préfecture d'Agadir Ida-Outanane, dans la région de Souss-Massa, au Maroc. 
Située sur la côte atlantique, à mi-chemin entre Agadir et le cap Ghir, cette station balnéaire est dotée de belles plages étendues. Elle offre une grande diversité naturelle et des spots de surf réputés.

## Géographie
Le village de Taghazout a pour coordonnées géographiques :  30° 31′ 59″ N, 9° 42′ 00″ O. Il est situé au bord de l'océan Atlantique, à environ 20,5 km de la ville d'Agadir, en empruntant la N 1.
La côte de Taghazout jouit d’un climat qui baigne le littoral d'un soleil doux presque tout au long de l'année. Les précipitations peuvent atteindre 400 mm par an, voire plus sur les montagnes ; les averses sont généralement courtes mais parfois violentes.
La douceur du climat est en grande partie due à l'océan Atlantique, et à la protection des montagnes et de la forêt d'arganiers. La température de la journée ne descend guère à moins de 22 °C en période hivernale et celle de l'eau se maintient aux alentours de 18 °C. Mais les températures peuvent monter en été jusqu'à  40 °C, et quelquefois amener des vents de sable. Mais cela ne dure pas plus de trois jours. En général, la chaleur tombe la nuit, modérée par l’océan.

## Historique

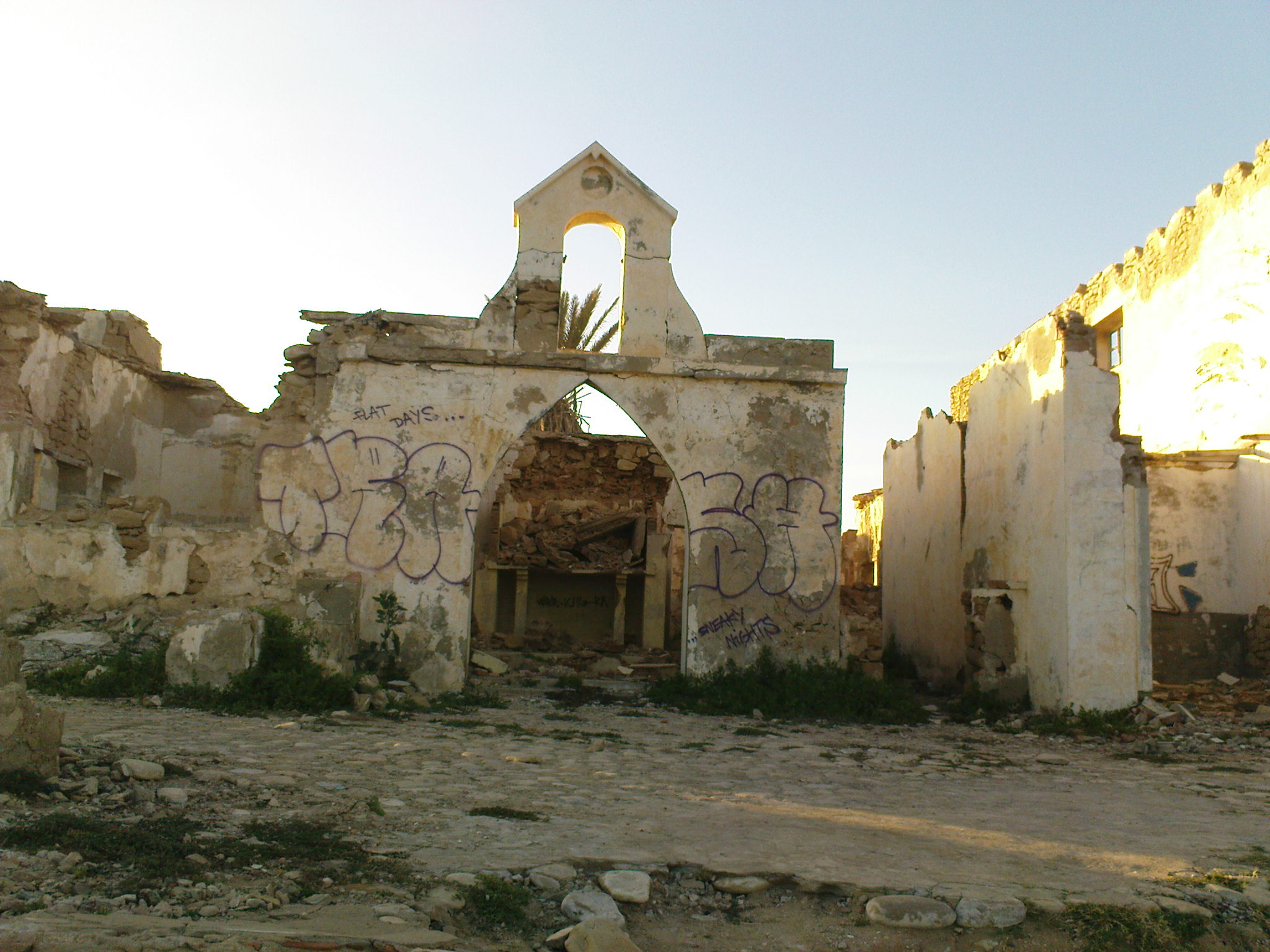
Les ruines de Buyirdn, la Madrague

Taghazout est resté au long de son histoire un enjeu de batailles entre les tribus amazigh de l'arrière-pays et les pouvoirs étrangers. Au XVIe siècle, Mhend n’Idir rassembla autour de lui les tribus, prit le contrôle de toute la côte nord de Taghazout, en chassant les Portugais. Ceux qui y sont morts ont été enterrés sur le rocher du Diable. C’est pour cette raison qu’on l'appelle « Imouran » ou « les mourants ». Mais au début du XIXe siècle, les Espagnols ne tardent pas à reprendre « Timzguida Allal », nommée la madrague, y construisent des usines, logements et un nouveau port de pêche et d’échanges commerciaux. Il n'en est resté que des ruines, dites les ruines de la madrague, rasées en janvier 2014 pour laisser place à une grande esplanade. 
Dans les années 1960 et 1970, Taghazout a connu l'arrivée des générations de hippies, qui ont depuis laissé la place aux jeunes Marocains et aux surfeurs.
La création de la commune de Taghazout a lieu en 1992, dans le cadre d'un découpage territorial qu'a connu le royaume. La commune se trouvait dans le caïdat de Tamri, relevant du cercle d'Inezgane.

## Population et société
Le village dispose d'un dispensaire rural.

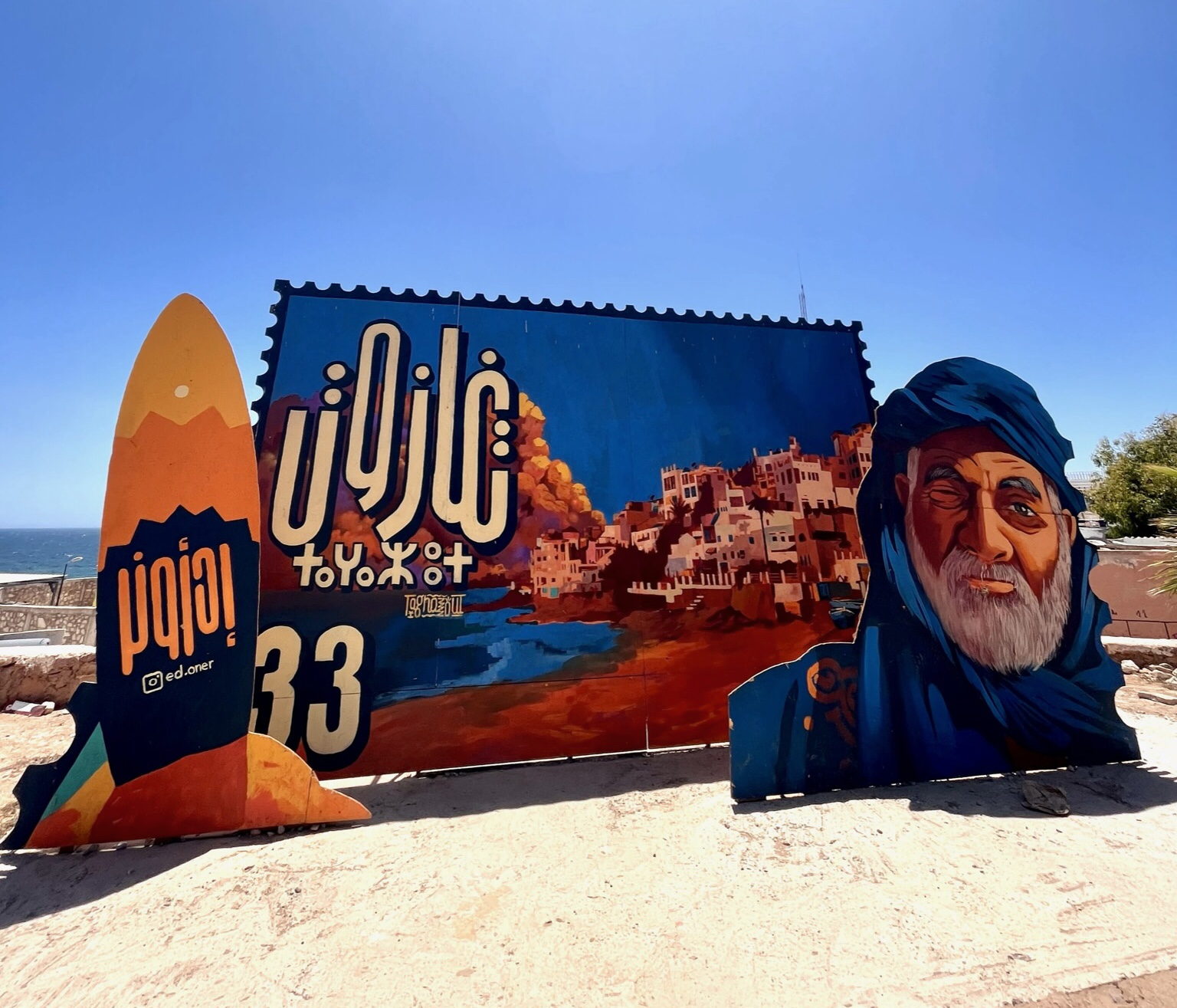
Un graffiti à Taghazout.

Les habitants de Taghazout pratiquent en général la pêche, l'agriculture, l'élevage, le commerce ainsi que l'artisanat et la production de l’huile d'argane. Le tourisme reste l'une des sources les plus importantes. Plusieurs entreprises existent sur la commune : location de voitures, surf-shop, écoles de surf, maisons de l'argane, maisons de massages, location de jet-ski et agences immobilières ; récemment se sont ouverts des petits commerces.
Taghazout est connue aussi par ses plages et ses spots de surf, des dizaines de plages au nord et au sud. Les plus connues sont : Taghazout plage en face de la nouvelle station balnéaire et qui s'étend sur 7 km jusqu'à Imouran (ou rocher des diables), l'autre au nord nommée Paradis plage (km 26). Ces plages ont l'atout d'être plus loin de la ville, propres et ensoleillées. Elles participent à la survie des habitants à travers le tourisme.

### Démographie
La commune a connu, de 2004 à 2014 (années des derniers recensements), une baisse de population, passant de 5 348 à 5 260 habitants,.
|      | Population totale | Ménages | Population urbaine | Population rurale | Étrangers |
| 1994 | 5 257             | 921     | 0                  | 5 257             | 14        |
| 2004 | 5 348             | 999     | 0                  | 5 348             | 16        |
| 2014 | 5 260             | 1 216   | 0                  | 5 260             | 27        |

## Administration et politique
La commune rurale de Taghazout est le chef-lieu du caïdat de Taghazout, lui-même situé au sein du cercle d'Agadir-Atlantique.

## Tourisme

### Plage
Cette plage a une large bande côtière d'une longueur d'environ 8 km comprenant de nombreuses petites plages :
- Plage d'Ait Savall
- Plage de Doulhmi
- Plage de Sable d'Or
- Devil's Stone Beach et autres.

À l'est, la bande de plage est entourée d'une forêt d'arbustes et de palmiers, d'une série de montagnes de l'Atlas et de forêts d'arganiers.
L'association Surfrider foundation Maroc a classé la plage de Taghazout parmi les plus belles plages de la région d'Agadir.